# 闻家驷
闻家驷（1905年2月7日—1997年11月8日），原名常、字铁侯、号尊五，又名籍，男，湖北浠水人，中国法国文学专家、翻译家，闻一多的胞弟。

## 生平
闻家驷早年曾就读于汉口法文学校、上海震旦大学预科，后因在五卅运动中罢课而被学校除名。1928年他留学法国，入读巴黎大学文科。但一年后便因经济问题被迫回国。1931年再度前往法国，进入格勒诺布尔大学学习法国文学。1934年返国后，曾任教于北京大学、北平艺术专门学校。1938年起任教于西南联合大学，历任副教授、教授。1946年回到北平后出任北京大学西语系教授，并兼职任教于中法大学。中华人民共和国成立后，闻家驷于1949年至1952年间出任北京大学校务委员会常委、西语系主任。
此外，闻家驷还曾担任过全国政协委员、常委，中国民主同盟中央委员、副主席，中国翻译工作者协会名誉理事，法国文学研究会名誉会长，闻一多研究会名誉会长等职。
他在法国文学的研究与翻译方面有很多成就，译著有《雨果诗选》、《雨果诗抄》、《雨果诗歌精选》、《法国十九世纪诗选》、《红与黑》等。另外他还参加过《欧洲文学史》、《中国大百科全书》（外国文学卷）的编撰工作。